# Xop de la Granja-Escola El Xop
El Xop de la Granja-Escola El Xop (Populus nigra var. italica) és un arbre que es troba a l'Horta de Lleida (Lleida, el Segrià), el qual és un dels pollancres amb més diàmetre de tot Catalunya i gaudeix d'un cert simbolisme per a la gent del territori.

## Dades descriptives
- Perímetre del tronc a 1,30 m: 5,58 m.
- Perímetre de la base del tronc: 7,51 m.
- Alçada: 18,07 m.
- Amplada de la capçada: 11,86 m.
- Altitud sobre el nivell del mar: 159 m.[1]

## Entorn
Se situa a les riberes del riu Segre, terra fèrtil envoltada de fruiterars, particularment pomeres. L'arbre és al peu d'una séquia amb disponibilitat hídrica contínua i al costat de l'equipament d'educació ambiental i d'activitats de lleure El Xop, el qual ha pres el nom d'aquest arbre. Les instal·lacions actuals són fruit de la reconversió d'una masia relativament moderna. Al costat hi ha diferents plantacions, una de les quals és un hort de plantes remeieres i amb molta diversitat d'espècimens.

## Aspecte general
Globalment mostra un aspecte saludable: està ben nodrit i cuidat. Tot i així, ha patit una esporgada excessiva que li ha reduït l'alçària.

## Curiositats
És una varietat de pollancre (Populus nigra var. italica o Populus nigra var. pyramidalis) que va arribar de la Llombardia a Catalunya al segle xviii i és freqüent als prats i els conreus humits, d'acompanyant o en forma de closa per a frenar l'efecte del vent als cultius.

## Accés
Des de la ciutat de Lleida, cal prendre el camí municipal de la Granyana (que circula força proper a la carretera C-13 i travessant l'Horta de Lleida), el qual duu fins a Alcoletge. Primer passem a prop del Parc de la Mitjana i després continuem una estona fins a trobar, a la nostra esquerra, una gravera amb material per a la construcció. Ben poc després trobarem a la dreta del camí una casa amb molts camps i, seguidament, un trencall a la dreta que ens menarà a la Granja-Escola El Xop o Torre de les Vaqueres, on trobarem aquest xop, a pocs metres dels edificis entre els conreus i els horts. GPS 31T 0305079 4612196.